# Wilhelm Leopolski

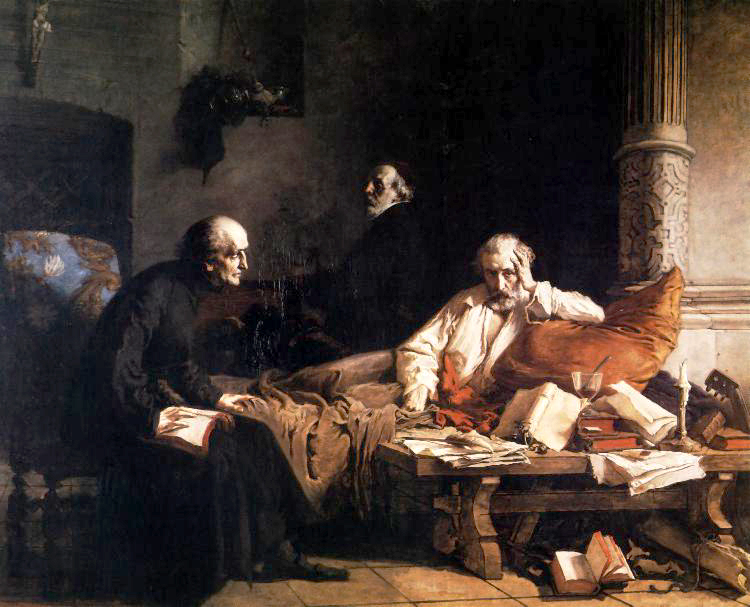
Das Bildnis „Der Tod des Acerna“ (poln.: Zgon Acerna), eine von zwei Versionen, 1867, Öl auf Leinwand, Bestand des Nationalmuseums in Breslau, gilt als das Hauptwerk des Malers. Es entstand in seiner schaffensreichsten Periode

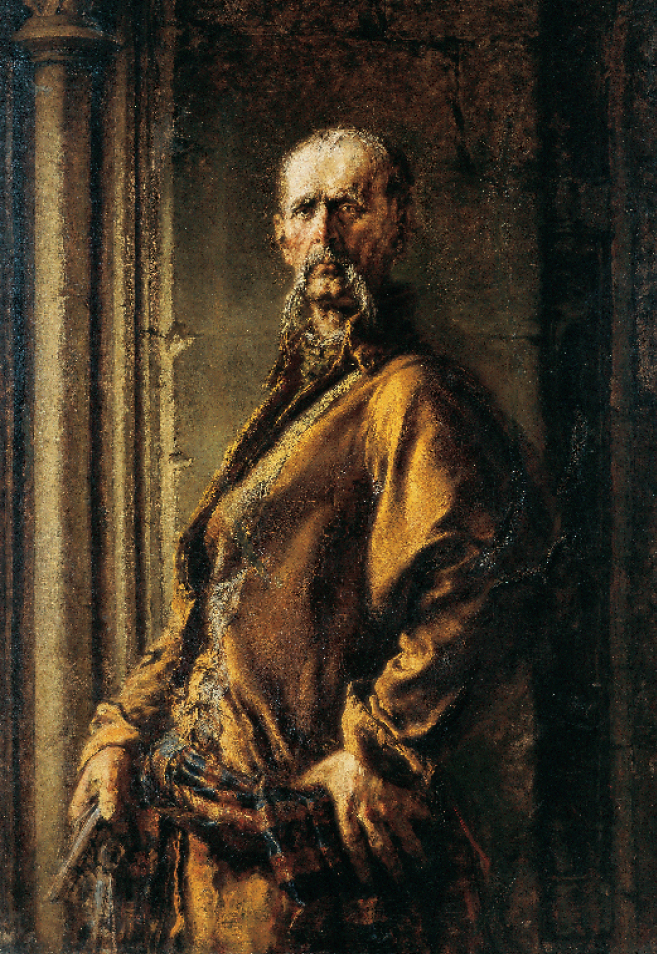
„Der Beschließer Gerwazy“ (poln. Klucznik Gerwazy), vor 1874, Öl auf Leinwand, Bestand: Nationalmuseum Breslau. Die dargestellte Figur, der Beschließer der Familie Horeszko, stammt aus dem Nationalepos Pan Tadeusz von Adam Mickiewicz

Wilhelm Jan Nepomucen Leopolski (auch: Wilhelm Postel de Leopolski, Wilhelm Postel Edler von Leopolski oder Wilhelm von Postel-Leopolski) (* 5. Mai 1828 in Drohobytsch, Galizien, Kaisertum Österreich, heute Ukraine; † 29. Januar 1892 in Wien) war ein galizisch-österreichischer Historien- und Porträtmaler des Realismus.

## Leben
Leopolski war Sohn des Beamten Franciszek Leopolski. Von 1848 bis 1852 studierte er Rechtswissenschaften an der Universität in Lemberg. Nach Abschluss dieses Studiums besuchte er von 1853 bis 1856 und von 1858 bis 1859 die Akademie der bildenden Künste Krakau. Hier studierte er Zeichnen und Malerei unter Leitung von Wojciech Stattler und Władysław Łuszczkiewicz.
Unterstützt vom Grafen Władysław Tarnowski setzte er 1860 bis 1861 seine Ausbildung an der Akademie in Wien bei Christian Ruben fort. Im Jahr 1862 kehrte er nach Polen zurück und lebte in Brody, Krakau und Lemberg (ab 1866). 1874 und 1875 besuchte er die Akademie in München bei Sándor Wagner. Im Jahr 1876 kam es zu einem vor Gericht ausgetragenen Verleumdungsstreit zwischen Leopolski und dem jüngeren Jan Matejko, der in Krakau zum bekannteren Historienmaler aufstieg und so den Unmut des Älteren auf sich gezogen hatte.
1879 ließ er sich dann dauerhaft in Wien nieder. Hier wurde er ein beliebter Porträtmaler, der vor allem bei den hier lebenden polnischen Aristokraten sehr geschätzt war. Er porträtierte Kaiser Franz Joseph I. und stellte häufig in Wien, München und Polen aus. Im Alter wurde er zeitweise in eine psychiatrische Klinik in der Nähe Wiens eingewiesen, gab die Malerei auf und starb verarmt.

## Werk
Neben Porträts schuf Leopolski historische Kompositionen, Genrebilder, Stadtansichten sowie architektonische Innenräume und Landschaften. Vorwiegend malte er in Öl; es entstanden aber auch Aquarelle und Zeichnungen sowie Karikaturen für die Lemberger Zeitschrift „Szczutek“. Sein Malstil war von der Lehre der Münchner und Wiener Akademien geprägt; den Stilbewegungen europäischer Malerei folgte er. Er zeichnete sich durch seine außergewöhnliche technische Fertigkeit aus. Die Auswahl vorwiegend polnischer Motive zeigt die Verbundenheit zur Heimat. 
Die größte Sammlung seiner Werke befindet sich im Breslauer Nationalmuseum. Einzelne Gemälde befinden sich in den Nationalmuseen in Krakau  und Warschau, im Museum in Kórnik und in der Lemberger Gemäldegalerie.